# 蓋雷代

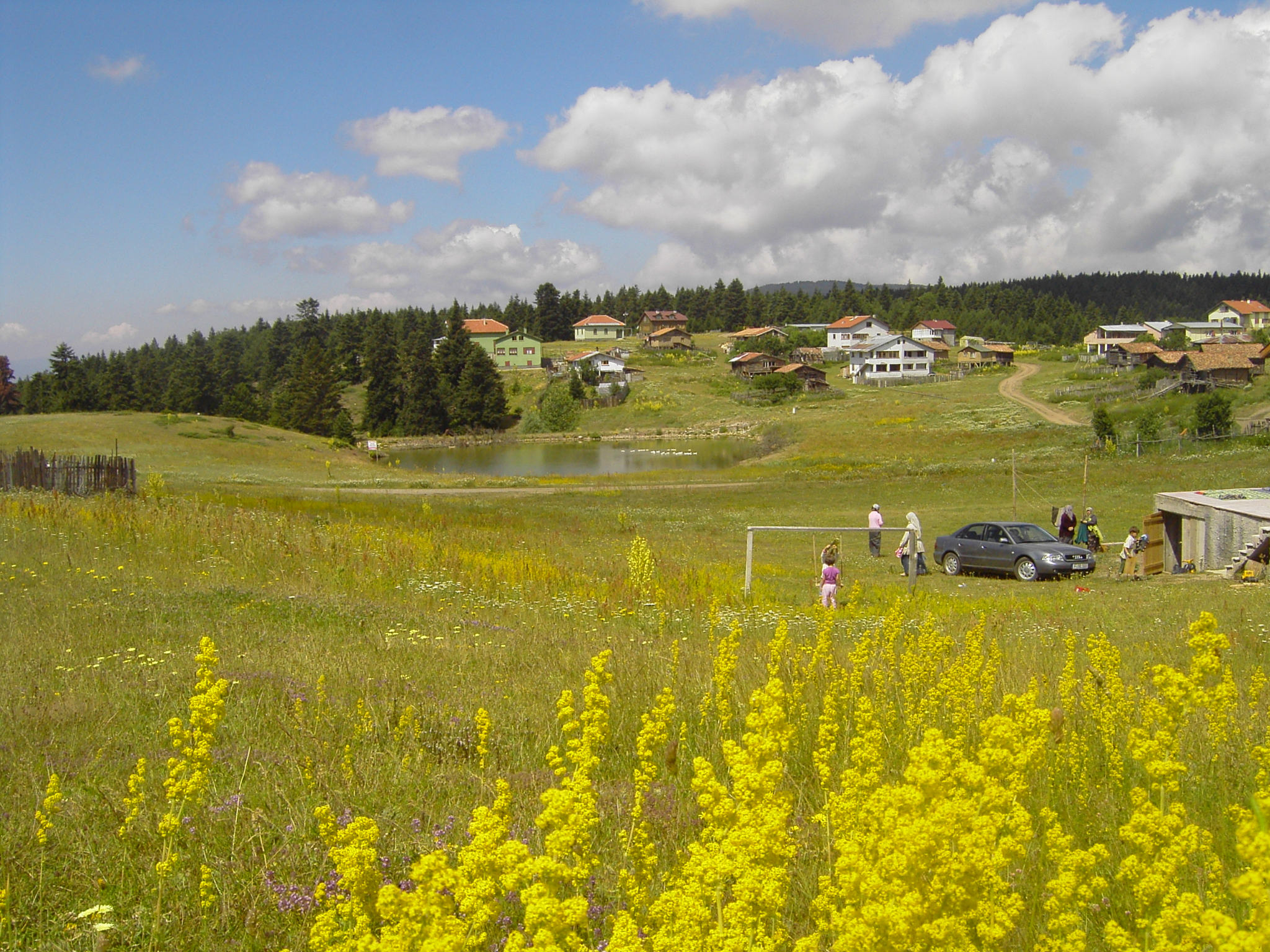

蓋雷代是土耳其的城鎮，由博盧省負責管轄，位於該國北部，距離首都安卡拉約150公里，始建於奧托曼帝國時期，面積1,255平方公里，海拔高度約1,450米，2008年人口22,633。

## 外部連結
- municipality

40°48′02″N 32°11′55″E / 40.80056°N 32.19861°E